# Стела Мернептаха

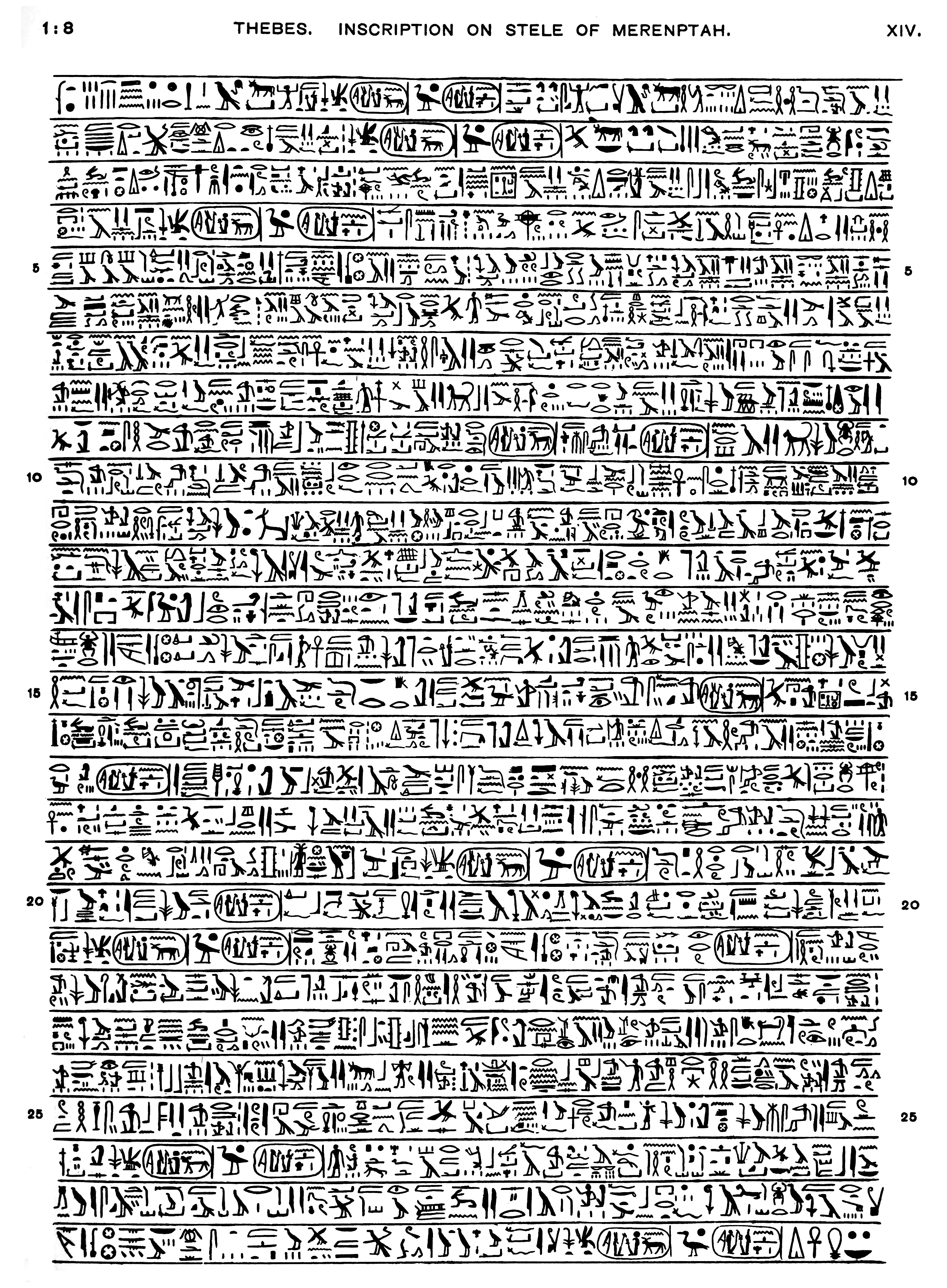
Текст стели

Стела Мернептаха, також відома як Ізраїльська Стела або Стела Перемог Мернептаха — напис фараона Мернептаха (від 1213 до 1203 до н.е), що нанесена на зворотньому боці гранітної стели, встановленої фараоном Аменхотепом III. Вона була виявлена під час розкопок Фліндерса Пітрі 1896 року у Фівах.
Стела отримала велику популярність через те, що є найбільш раннім староєгипетським документом, в якому згадується «Isiriar» або «Isirial», що тлумачиться вченими як «Ізраїль» («Ізраїль спустошений, його сімені нема»). Велика частина стели описує кампанію Мернептаха проти лівійців.